# Gran hambruna de 1315-1317

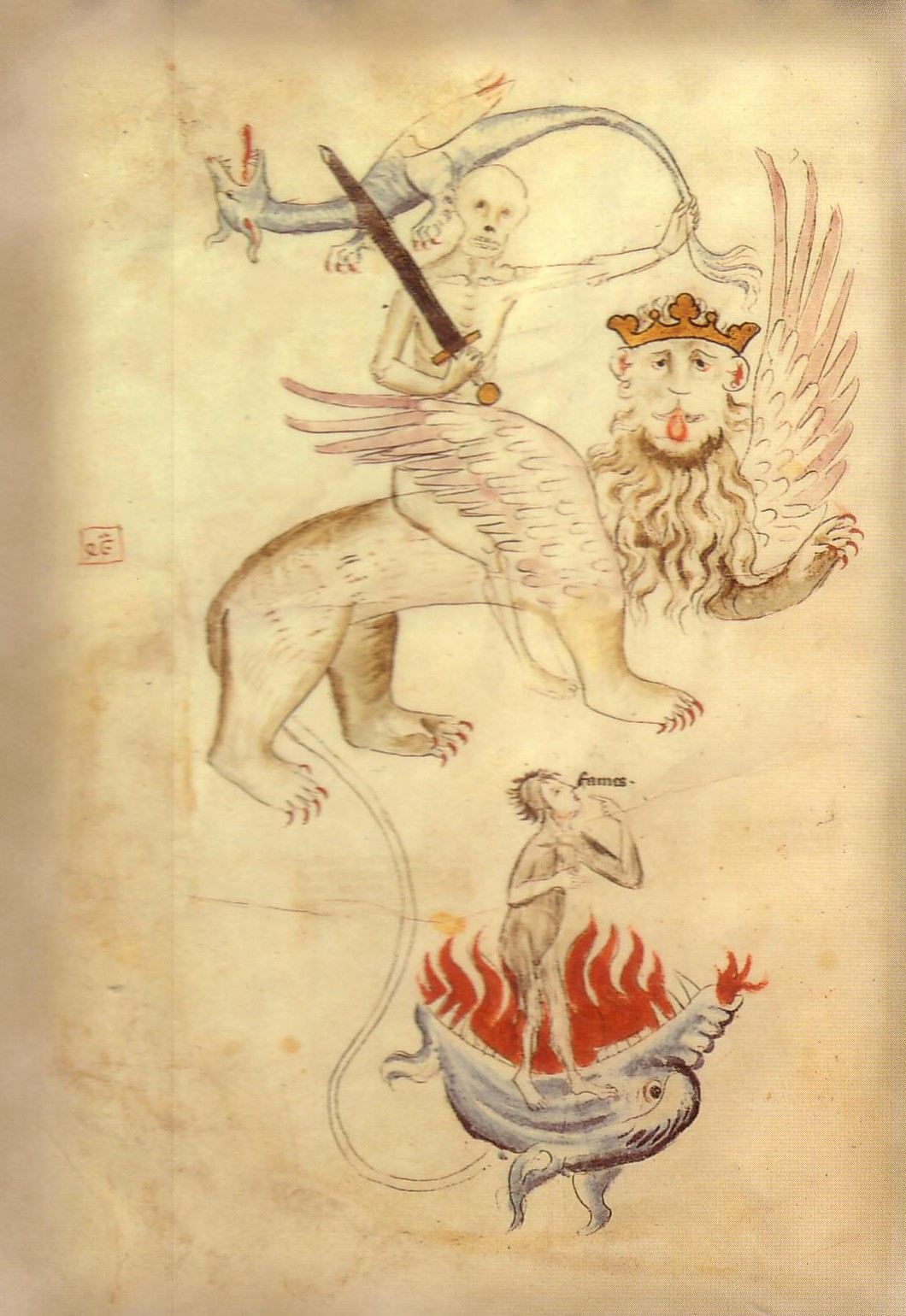
Del Apocalipsis en una Biblia Pauperum iluminado en Erfurt en la época de la Gran Hambruna. La muerte "(Mors") se sienta sobre un león cuya larga cola termina en una bola de fuego (Infierno). El hambre ("Fames") señala a su de la cola de boca hambrienta.

Gran hambruna de 1315-1317 (datada en ocasiones entre 1315 y 1322) es la denominación historiográfica de una hambruna generalizada en Europa del Norte, y en menor medida el norte de Italia, que dio inicio a la crisis secular general conocida como crisis del siglo XIV. Marcó el fin del período de expansión económica y demográfica que se había vivido entre los siglos XI y XIII denominado óptimo medieval. Se debió a la pérdida de las cosechas debida al mal tiempo que comenzó en la primavera de 1315, fue crítica en el invierno 1315-1316 y duraría hasta el verano de 1317, aunque la situación era mala desde 1314 y el restablecimiento de una relativa normalidad agrícola no llegó hasta 1320 o 1322 en Inglaterra. El invierno 1317-1318 fue devastador para los rebaños, costando numerosas cabezas de ganado, estallando en 1318 una peste bovina que no cesó hasta 1320. En 1319 hubo una buena cosecha, pero durante 1320-1322 las condiciones climáticas volvieron a ser adversas, sin embargo, los años 1320 igual fueron mejores que la década anterior.
Las pequeñas hambrunas localizadas fueron frecuentes en la Edad Media pero ésta superó a todas las demás en extensión, duración y mortandad. La escasez condujo a la carestía y, además de consecuencias demográficas (morbilidad y mortalidad catastrófica -millones de muertos-), desencadenó todo tipo de conflictos sociales e incrementó la criminalidad. Se produjeron brotes de canibalismo e infanticidio. Las consecuencias en las mentalidades y las instituciones políticas y religiosas, a más largo plazo, se mezclaron con las de la epidemia de peste de 1348.

## Contexto
Una hambruna en la Europa de la Edad Media implicaba la mortandad masiva por inanición. Eran sucesos brutales, pero relativamente frecuentes en la época: en el reino de Francia en los años 1304, 1305, 1310, 1315-1317 (Grandes Hambrunas),  1330-1334, 1349-1351, 1358-1360, 1371, 1375 y 1390; en el reino de Inglaterra (uno de los más prósperos de la época) en 1315–1317, 1321, 1351 y 1369. En la Corona de Aragón 1333 se conoce con la denominación lo mal any primer ("el primer año malo"), en vista de los que vinieron después.
Para la mayor parte de la población, lo habitual era que no hubiera suficiente comida, y la esperanza de vida era relativamente corta por la alta mortalidad infantil. Incluso entre las clases altas, que no tenían por qué verse afectadas directamente por el hambre, sus efectos indirectos también  en 1232 
provocaron un aumento de la mortalidad: los registros de la familia real británica recogen una esperanza media de vida de 35,28 años en 1276. Entre 1301 y 1325 (periodo en el que se incluye la gran hambruna) la cifra cayó hasta 29,84. Entre 1348-1375 (periodo en el que se incluye la Peste Negra) continuó el descenso hasta los 17,33.
La gran hambruna estuvo limitada a Europa del Norte, incluyendo las islas británicas, el norte de Francia, los Países Bajos, Escandinavia, Alemania y Polonia occidental. Afectó también a algunos de los Países Bálticos, aunque en la zona oriental del Báltico el efecto fue muy tenue. La hambruna quedó limitada al sur por los Alpes y los Pirineos.
Durante el período cálido medieval anterior a 1300 la población de Europa se había incrementado a un ritmo no demasiado elevado comparado con la explosión demográfica de la Revolución industrial, pero mantenido durante varios siglos. En algunas zonas se alcanzaron niveles que no serían igualados hasta el siglo XIX; de hecho hay zonas en Francia donde la población actual es inferior a la existente a comienzos del siglo XIV. Por otro lado, los rendimientos de la producción de trigo estaban descendiendo desde 1280 (en años buenos, podían alcanzar el 7:1 -siete unidades recogidas por cada una sembrada-, mientras que en años malos caían hasta 2:1 -lo que obligaba a una gran restricción del consumo: por cada semilla plantada se recogían dos, una para alimento y la otra para siembra-). Los efectos de la ley de los rendimientos decrecientes eran inevitables, dado que el incremento de la población empujaba al cultivo de zonas cada vez más marginales, y no se producía una mejora tecnológica que pudiera compensarlo. Consiguientemente, se produjo un alza de los precios.
Entre 1310 y 1330 Europa vio alguno de los peores y más duraderos periodos de mal tiempo de toda la Edad Media, con inviernos duros y veranos fríos y lluviosos.
La conjunción de un cambio climático con una población en niveles históricamente desconocidos debido al crecimiento demográfico mantenido durante varios siglos, produjo una situación extraordinariamente vulnerable: incluso cosechas ligeramente inferiores a la media implicaban la extensión masiva del hambre. El escaso margen de actuación para la previsión o la paliación de los efectos de la hambruna, no se encontraba al alcance de las instituciones dado el nivel de desarrollo social y político de la época.

## Desarrollo
Los períodos de sequía alternados con fuertes lluvias, entre 1309 y 1315, causaron una gran crisis en la producción agrícola de vastas áreas del norte de Italia, como Piamonte, Lombardía y Emilia. En la primavera de 1315, un periodo de lluvias inusualmente intenso azotó gran parte de Europa. A lo largo de la primavera y el verano, las precipitaciones continuaron, mientras que las temperaturas permanecieron frías. Estas condiciones causaron la pérdida de la mayor parte de la cosecha. Para empeorar las cosas el año anterior había resultado en una cosecha mediocre. La paja y el heno para el ganado no pudo secarse y no hubo forraje para los animales. El precio de la comida comenzó a subir. Los precios en Inglaterra se doblaron entre la primavera y mediados del verano. La sal, el único medio para conservar la carne, era difícil de obtener porque el agua se evapora mucho peor en un clima húmedo; su precio pasó de 30 a 40 chelines. En Lorena, los precios del trigo se incrementaron en un 320 por ciento y la gran mayoría de los campesinos no podían adquirir pan. Los almacenes de grano para emergencias quedaron limitados a la nobleza. La gente comenzó a recolectar raíces, plantas, frutos secos y cereales silvestres. Numerosos documentos de la época dejan constancia de la extensión de la hambruna. Eduardo II de Inglaterra se detuvo St Albans en agosto de 1315 sin que se pudiera encontrar pan que darle, ni a él ni a su séquito; que el rey de Inglaterra no pudiera comer fue un acontecimiento extraño. Luis X de Francia intentó invadir Flandes, pero los campos estaban inundados y el ejército era incapaz de avanzar, ya que continuamente se atascaban en el barro. Finalmente, tuvieron que retirarse y abandonar todos sus suministros, incapaces de llevarlos consigo.
En la primavera de 1316 continuaba lloviendo sobre una población privada de energía y reservas para mantenerse. Todas las clases sociales se veían afectadas, pero especialmente los campesinos, que representaban el 95% de la población y no tenían reservas de comida. Para intentar aliviar la situación se sacrificaron animales de tiro y se destinó a alimentación el grano reservado para la siembra; los niños eran abandonados a su suerte (véase Hansel y Gretel) y algunos ancianos renunciaban voluntariamente a la comida para que la nueva generación pudiera salir adelante. Los cronistas de la época relatan muchos incidentes de canibalismo.[cita requerida]
El momento más duro de la hambruna se alcanzó en 1317, mientras se mantenía el clima húmedo. Finalmente, durante el verano el clima regresó a sus patrones habituales. Sin embargo, la gente estaba tan debilitada por el hambre y las enfermedades como neumonía, bronquitis y tuberculosis, y se había consumido tanta semilla de siembra, que habría que esperar hasta 1325 para que la producción de alimentos regresara a un nivel normal y la población volviera a crecer. Los historiadores estiman que entre un 10 y un 25% de la población de ciudades y pueblos falleció durante la hambruna.[cita requerida] Aunque la Peste Negra (1347-1353) mató a mucha más gente, su presencia en una zona se limitaba a unos meses, mientras que la gran hambruna se prolongó durante años, con el consiguiente sufrimiento del pueblo.[cita requerida]
Estos excepcionales patrones climáticos fueron hasta cierto punto similares a los que aparecen tras erupciones volcánicas, como la del Tambora de 1815 que causó el "año sin verano" de 1816.

## Consecuencias
Esta "gran hambruna" recibió su nombre no solo por el número de muertos, por la extensa área geográfica afectada o por su duración, sino también por sus consecuencias a largo plazo:
- Pérdida de prestigio de la Iglesia católica. En una sociedad donde la religión era el principal recurso ante una crisis, las oraciones no surtieron efecto contra las circunstancias, lo que debilitó el prestigio y la autoridad de la institución. Esto contribuyó a generar el clima apropiado para la aparición de movimientos posteriormente condenados como heréticos por la Iglesia porque se oponían al Papado y culpaban a la corrupción de la iglesia de las catástrofes ocurridas.
- Incremento de la actividad criminal. En la Europa del siglo XIII las violaciones y los asesinatos eran mucho más frecuentes que en la época actual. Con la hambruna, incluso aquellos individuos poco proclives al crimen recurrirían a cualquier medio para sobrevivir. Después de la hambruna, Europa se volvió más violenta, convirtiéndose en un lugar incluso más hostil que durante los siglos precedentes. Este efecto puede verse en todos los estamentos de la sociedad, quizás de forma más evidente en la forma en que se desarrollaban los combates bélicos.
- Fracaso de los gobiernos medievales a la hora de gestionar la crisis. Los poderes terrenales se mostraron igualmente inoperantes, lo que debilitó su poder y autoridad.
- Fin del constante crecimiento demográfico. Aunque este crecimiento parecía haberse ralentizado en las décadas precedentes, no hay duda de que los años entre 1315 y 1317 acabaron definitivamente con este proceso. El debilitamiento general de la población facilitaría la propagación de plagas entre la población, como la Peste negra de mediados de siglo.